# Račja vas
Račja vas – wieś w Słowenii, w gminie Brežice. W 2018 roku liczyła 122 mieszkańców.